# Tómas Andrés Tómasson

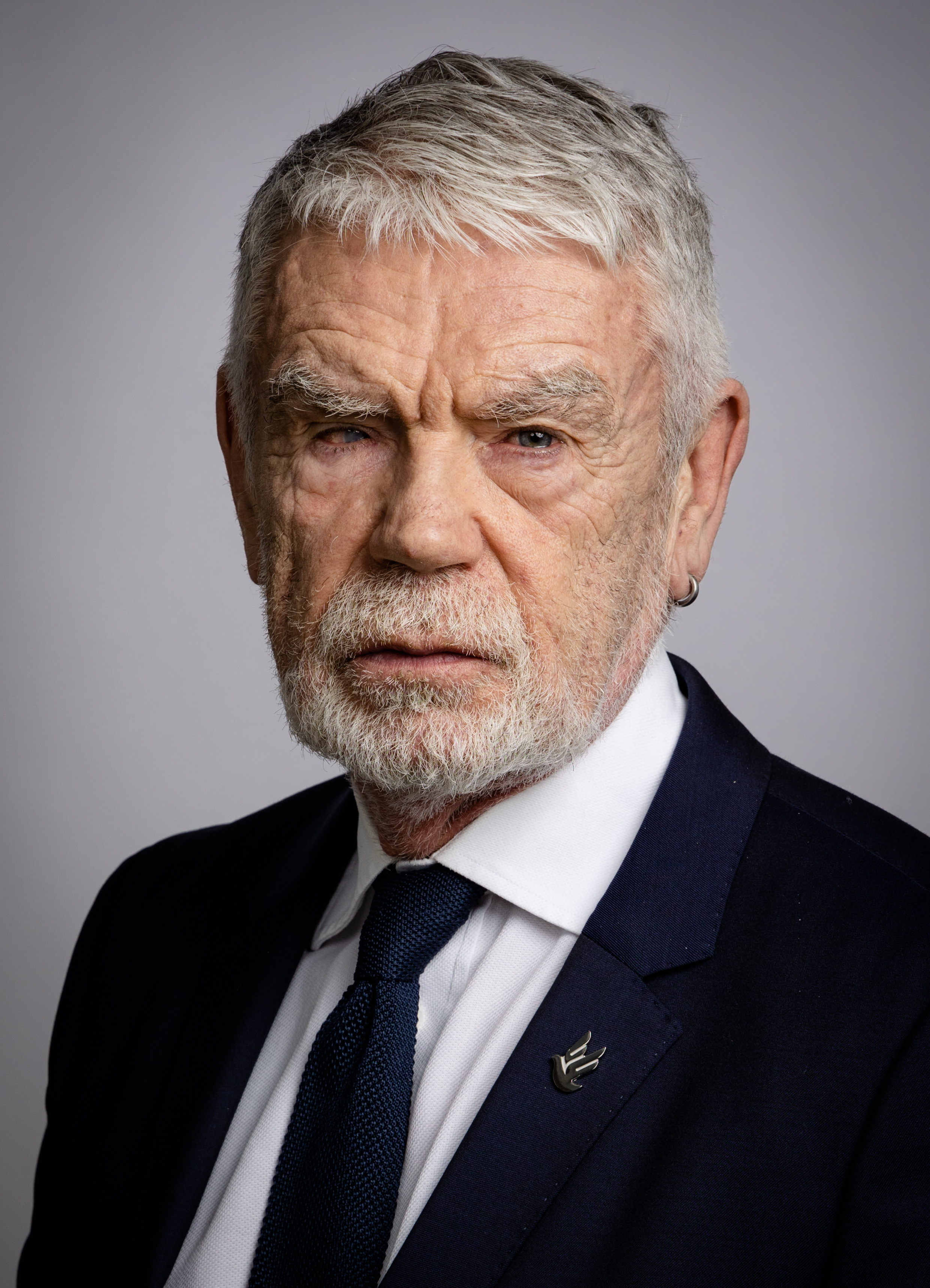
Tómas Andrés Tómasson, 2021

Tómas „Tommi“ Andrés Tómasson, meistens kurz Tómas A. Tómasson (* 4. April 1949 in Reykjavík), ist ein isländischer Unternehmer im Gastgewerbe, ehemaliger Inhaber und Betreiber verschiedener Restaurants und Hotels sowie Politiker (Flokkur fólksins). Er gehörte von September 2021 bis November 2024 dem isländischen Parlament Althing an und war damit das älteste neugewählte Parlamentsmitglied in der Geschichte des modernen Althing.

## Leben

### Familie, Jugend und Karriere als Unternehmer
Tómas A. Tómasson wurde als Sohn einer Isländerin und eines auf der Keflavík Air Base tätigen Amerikaners in Reykjavík geboren. Er wuchs bei seinen Großeltern mütterlicherseits in Reykjavík auf, die beide im Abstand von wenigen Stunden starben, als er fünfzehn Jahre alt war. Sein Großvater Lárus Fjeldsted war Anwalt am obersten Gericht Islands, dem Hæstiréttur, und gründete 1909 das heute noch existierende Anwaltsbüro Fjeldsted, Blöndal & Fjeldsted.
Tómas erwarb Abschlüsse als Koch, in Betriebswirtschaft und im Hotel- und Restaurantmanagement in Island und in den USA (u. a. isländische Handelsschule Verzlunarskóli Íslands, Florida International University). Nach Tätigkeiten als Koch und Hotelmanager gründete er 1981 die Hamburger-Schnellrestaurantkette Tommahamborgarar („Tommis Hamburger“), deren Inhaber er bis 1984 war. Zu seinen späteren Unternehmen gehörten ein Hard Rock Café in Reykjavík, ein Nachtclub, Cafés und Bars. Von 1992 bis 2002 war er Eigentümer und Betreiber des historischen Hótel Borg im Zentrum von Reykjavík. 2004 gründete er eine weitere Hamburgerkette, die er Hamborgarabúlla Tómasar bzw. auf Englisch Tommi’s Burger Joint nannte. Diese Kette expandierte weiter in europäische Hauptstädte (London, Kopenhagen, Berlin, Oslo und Rom).
Tómas war viermal verheiratet. Aus drei dieser geschiedenen Ehen sind insgesamt vier Kinder hervorgegangen.

### Politik
Bei der Parlamentswahl in Island 2021 trat Tómas erfolgreich für die Partei Flokkur fólksins im Wahlkreis Reykjavík-Nord an. Er hatte erklärt, schon seit der Eröffnung seines ersten Hamburgerrestaurants 1981 beabsichtigt zu haben, in späteren Jahren in die Politik zu gehen. In seiner Wahlkampagne räumte Tómas ein, politisch unerfahren zu sein, verwies aber auf seine jahrzehntelange Erfahrung in der Geschäftswelt. Er habe sich für Flokkur fólksins entschieden, da die Partei Anliegen vertrete, die ihm wichtig seien, darunter Sozialleistungen für Behinderte, Betagte und alleinerziehende Eltern, wobei er darauf Bezug nahm, dass er selbst alleinerziehender Vater einer dreizehnjährigen Tochter sei. Mit seinem Einzug ins Althing stellte er einen isländischen Altersrekord für erstmals ins nationale Parlament Gewählte auf.
Seit März 2022 gehörte Tómas A. Tómasson dem parlamentarischen Þingvellir-Komitee (Þingvallanefnd) an.
Zur vorgezogenen Parlamentswahl in Island 2024 wurde Tómas A. Tómasson von seiner Partei nicht mehr aufgestellt. Die Entscheidung der Parteivorsitzenden Inga Sæland, Tómas und Jakob Frímann Magnússon – der daraufhin aus der Partei ausgetreten ist – nicht mehr auf der Wahlliste zu führen, wurde vom sozialdemokratischen Politiker Össur Skarphéðinsson als „Machtmissbrauch“ gegenüber Abgeordneten mit abweichenden Positionen kritisiert.